# Rosa bengala
Rosa bengala (4,5,6,7-tetracloro-2',4',5',7'-tetraiodofluoresceína) é um corante. Seu sal de sódio é comumente usado em colírios para a detecção de células danificadas da conjuntiva e córnea e consequentemente identificar danos ao olho. O corante também é usado  na preparação de Foraminiferas para análises microscópicas, permitindo a distinção entre as formas que estavam vivos ou mortos no momento da coleta.
Uma forma de rosa bengala também está sendo estudado como tratamento para certos tipos de câncer e doenças da pele. A formulação da droga para o câncer, conhecida como PV-10, está atualmente sendo submetida a ensaios clínicos para o melanoma e câncer de mama. A empresa também formula uma droga baseada em rosa de bengala para o tratamento de eczema e psoríase; esta droga, PH-10, está atualmente também em testes clínicos.

## Aplicações químicas

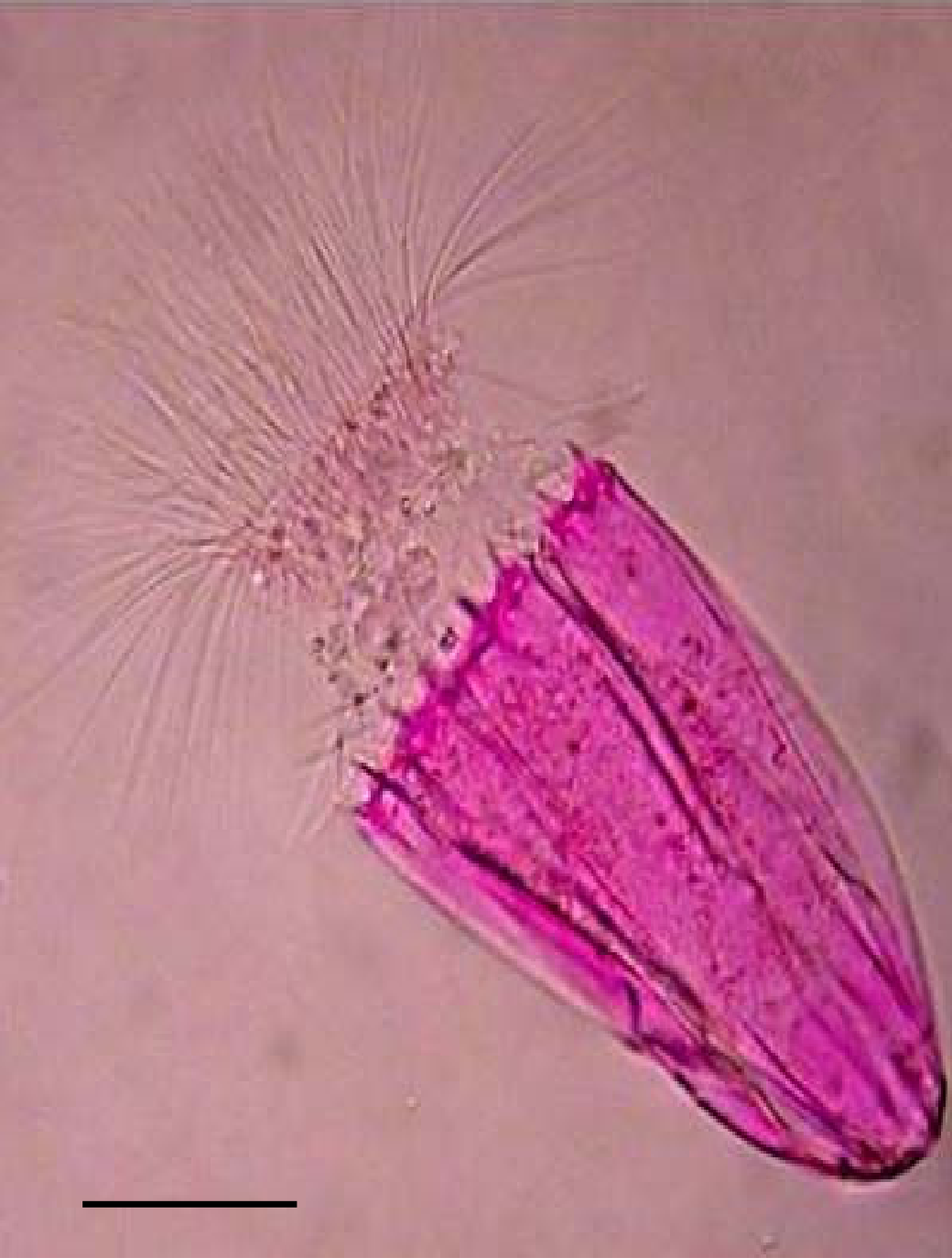
Imagem por microscopia ótica de espécies não descritas de Spinoloricus de Loricifera colorizada com rosa bengala.

Rosa bengala é também usado em química sintética para gerar oxigênio singlete do oxigênio triplete. O oxigênio singlete pode então submeter-se a uma variedade de reações úteis, particularmente cicloadições [2 + 2] com alcenos e sistemas similares.
Rosa bengala pode ser utilizado para formar diversos derivados que têm funções médicas importantes. Um determinado derivado foi criado de modo a ser sonosensitivo mas fotoinsensitivo, de modo que, com uma concenção de alta intensidade de ultra-som, poderia ser utilizado no tratamento de câncer. O derivativo foi formado por amidação do rosa bengala, eliminando as propriedades fluorescentes e fotossensíveis do corante original, levando a um composto utilizável, nomeado no estudo como RB2.
Sais de rosa bengala podem também ser formados, como o com a fórmula molecular C20H4Cl4I4O5.2Na, massa molecular de 1017.64 g/mol e classificado com o número CAS 632-69-9. Conhecido como sl de rosa bengala, esee composto tem suas aplicações e propriedades próprias, mas também funções como um corante.

## História
Rosa bengala foi originalmente preparado em 1884 por Robert Gnehm, como um análogo da fluoresceína.